# Zaurbek Sidakov
Zaurbek Kazbekovich Sidakov (en russe : Заурбек Казбекович Сидаков, en ossète : Сидахъаты Хъазыбеджы фырт Заурбек), né le 14 juin 1996 à Sourgout, est un lutteur russe, d'ethnie ossète.
Il est médaillé d'or aux mondiaux militaires de lutte 2018, aux championnats du monde de lutte 2018 et aux Jeux européens de 2019 en moins de 74 kg.
Il est champion olympique aux Jeux de 2020 à Tokyo.
Il remporte la médaille d'or lors des championnats du monde de 2023 à Belgrade, en Serbie. Il est ainsi qualifié pour participer aux Jeux olympiques de 2024 à Paris.